# Aleksandr Beketov
Aleksandr Vladimirovitsj Beketov (Russisch: Александр Владимирович Бекетов) (Voskresensk, 14 maart 1970) is een Russisch voormalig schermer.

## Carrière
Op de Olympische Spelen van 1996 in Atlanta won de 1,82 m lange Beketov de gouden medaille in de individuele degen-wedstrijd en samen met Pavel Kolobkov en Valeri Zakharevitsj de zilveren medaille in de degen-team-wedstrijd.
In 1994 werd Beketov Russisch kampioen.
Sinds 2014 is Beketov werkzaam als schermcoach voor het Russische moderne vijfkamp team.

## Resultaten

### Olympische Zomerspelen
| Jaar | Plaats  | Resultaten       |
| ---- | ------- | ---------------- |
| 1996 | Atlanta | degen degen team |

## Eretekens
- Orde voor Dapperheid

1900: Ramón Fonst ·
1904: Ramón Fonst ·
1908: Gaston Alibert ·
1912: Paul Anspach ·
1920: Armand Massard ·
1924: Charles Delporte ·
1928: Lucien Gaudin ·
1932: Giancarlo Cornaggia-Medici ·
1936: Franco Riccardi ·
1948: Gino Cantone ·
1952: Edoardo Mangiarotti ·
1956: Carlo Pavesi ·
1960: Giuseppe Delfino ·
1964: Grigori Kriss ·
1968: Győző Kulcsár ·
1972: Csaba Fenyvesi ·
1976: Alexander Pusch ·
1980: Johan Harmenberg ·
1984: Philippe Boisse ·
1988: Arnd Schmitt ·
1992: Éric Srecki ·
1996: Aleksandr Beketov ·
2000: Pavel Kolobkov ·
2004: Marcel Fischer ·
2008: Matteo Tagliariol · 
2012: Rubén Limardo · 
2016: Park Sang-young · 
2020: Romain Cannone · 
2024: Koki Kano